# 九学会連合
九学会連合（きゅうがっかいれんごう）は、日本の人文科学系学会の連合組織。日本各地で共同の学際的な地域研究を行って報告書を刊行し、機関誌『人類科学』を刊行した。

## 概要
日本民俗学を支えた渋沢敬三の提唱により、1947年（昭和22年）に人間科学に関係の深い6つの学会の組織から発足し、1950年（昭和25年）に日本民族学会、日本民俗学会、日本人類学会、日本社会学会、日本言語学会、日本地理学会、日本宗教学会、日本考古学会の八学会連合になり、1951年（昭和26年）に日本心理学会が加わって九学会連合となった。
その後東洋音楽学会などの学会の追加や脱退があったが、名称としては「九学会連合」が使われた。共同研究を行う使命を終えたとして、1989年（平成元年）に最終大会を開き解散した。最終報告書を出版して1994年（平成6年）に活動を終了。
九学会連合による共同調査は、前期には離島などの特定地域で行われ、後期にはテーマ別に全国規模で行われた 。共同研究の地域とテーマ（と報告書刊行年）は、対馬(1954)、能登(1955)、奄美(1959)、佐渡(1964)、下北（1967）、利根川（1971）、沖縄（1976）、奄美（1980）、風土(1985)、沿岸文化(1989)、均質化(1994)だった。日本言語学会からの参加者は、前期には各地の方言記述・言語地理学的調査などを行い、後期には一定地域のまたは全国の方言分布調査を行った。成果は方言学の発展に寄与した。